# Tretornfabriken
Tretornfabriken, numera känd som Fabriken1891, är en stor tidigare industribyggnad som ligger längs Västkustbanan och Malmöleden på Söder i Helsingborg, nära Helsingborgs hamn. Numera hyser byggnaden bland annat Campus Helsingborg och kontorslokaler.
Byggnaden ritades av arkitekten Mogens Mogensen åt Helsingborgs Gummifabrik AB (senare Tretorn). Då fabriken byggdes var byggnaden på sex våningar och uppfördes i mörkbrunt tegel med stora, breda fönster i långa rader längs varje våning. År 2000 renoverades byggnaden med Pierre Dupont som arkitekt och man lade till en sjunde våning, en inglasad entré, samt ett inglasat trapphus som bryter upp den långa fasaden ut mot Malmöleden.

## Historia
Tretornfabriken, officiellt Helsingborgs Gummifabriks AB, men vardagligt ofta benämnd "Galoschan", "Kadorran" eller "Slöfsan".
Fabriken spelade en viktig roll i Helsingborgs utveckling. Under större delen av 1900-talet fanns här stadens största arbetsplats. När den var som störst på 1950-talet arbetade här mer än 3000 anställda. Byggnaden är väl synlig i närområdet, med sina 7 våningar och 51 000 kvadratmeter lokalyta. Den har satt en tydlig prägel på stadsdelen Söder, där många av de anställda var bosatta. En stor del av arbetskraften utgjordes av kvinnor. Under både 1930- och 1940-talen var drygt 60 procent av de anställda kvinnor. 
Från 1960-talet och framåt minskade antalet anställda i fabriken. På grund av konkurrens från låglöneländer och den internationella handeln hade man svårt att hålla kvar produktionen i Helsingborg. Under hela 1970-talet brottades företaget med ekonomiska svårigheter och produktionen fick successivt trappas ned. Antalet anställda minskade kraftigt, från att ha varit cirka 2 000 personer i början på 1970-talet till endast cirka 1 000 vid slutet av 1979.
Måndagen den 3 december 1979 fick personalen beskedet att Tretorn skulle läggas ned vid halvårsskiftet följande år. 600 personer blev uppsagda. Stöveltillverkningen kom dock att fortsätta i annan regi under namnet Stövel AB Tre Torn, som senare ändrade namn till Sweden Boots med cirka 300 anställda. Benämningen Tretorn levde dock kvar inom Puma-koncernen, som tillverkar stövlar med detta varumärke.
2015 tog Authentic Brands Group över varumärket, som sedan dess har huvudkontor i Helsingborg igen.

## Nuläge
Idag går huset under namnet Fabriken1891 och det finns i byggnaden många olika verksamheter. Ungefär en tredjedel av ytan nyttjas av Lunds universitets Campus Helsingborg, som sedan år 2000 är beläget där. Resterande är kommersiella lokaler som till största delen är kontor, men även restauranger, caféer och gym. Största aktörerna är Ikea-koncernen som har stora kontorsytor i lokalen, såväl som WSP och NSVA. År 2007 öppnades även ett kontorshotell under namnet SHIP, som sedan oktober 2013 är benämnt Mindpark. Under perioden 2008–2011 fanns här även H+-stadsuvecklingsprojektets kontor. 
Totalt arbetade 2013 cirka 2 500 personer i huset på olika kontor eller universitet och cirka 4 200 studieplatser fanns där.
Fastigheten med 51 000 m² uthyrbar yta övertogs av Wihlborgs år 2019. Namnbytet till Fabriken1891 skedde under H22 i juni 2022. 